# Solenobia thurneri
Solenobia thurneri is een vlinder uit de familie van de zakjesdragers (Psychidae). De wetenschappelijke naam van de soort is voor het eerst geldig gepubliceerd in 1953 door Sieder.